# Centre chrétien de Crenshaw
Le Centre chrétien de Crenshaw (anglais : Crenshaw Christian Center) est une megachurch chrétienne évangélique néo-charismatique non confessionnelle, située à Crenshaw (Los Angeles), États-Unis.  L’église compterait 28,000 fidèles. Son pasteur principal est Fred K. Price, Jr..

## Histoire
En 1970, Frederick K. C. Price, pasteur d’une église membre de l’Alliance chrétienne et missionnaire, expérimente un baptême du Saint-Esprit et rejoint le courant non confessionnel et néo-charismatique Word of Faith ,.  En 1973, Price fait l’achat d’un nouveau bâtiment à Inglewood (Californie) et fonde le Centre chrétien de Crenshaw . En 1981, l'église achète l'ancien campus de l'Université Pepperdine et commence la construction d'un nouveau bâtiment . En 1989, elle a fait la dédicace d’un nouveau bâtiment comprenant un auditorium de 10,145 places, le Faith Dome.  En 2009, son fils Fred K. Price, Jr. devient le pasteur principal.  En 2018, l’église compterait 28,000 fidèles.